# 대한여성과학기술인회
사단법인 대한여성과학기술인회(大韓女性科學技術人會 영어: The Association of Korean Woman Scientists and Engineers, KWSE)는 과학기술 발전에 기여하고 여성과학기술인의 권익 신장을 위하여 대학, 출연연구원, 공공기관 및 산업체에서 활동 중인 여성과학기술인들이 1993년에 창립한 우리나라 최초의 여성과학기술인 단체로써, 1500여명의 회원으로 구성되어 있다.

## 설립목적
과학기술 인력의 저변 확대로 사회 일반의 이익에 공여
정보와 지식교류를 통한 연구 업무의 협조
여성과학기술인의 지위향상과 권익 옹호
회원 상호간의 친목 도모

## 주요 활동 및 사업 성과
국가 여성과학기술인력 양성과 활용, 권익신장 및 연구 환경 조성을 위한 정책 제안
과학의 대중화 및 우수인재의 이공계 유입을 위한 과학문화 확산
글로벌 리더십 강화와 국제 여성과학기술인 및 단체와의 정보 교류 및 협력 증진
여성과학자들 간의 정보 교류를 통해 리더십 역량 강화 및 다학제 간 협동연구 활성화
여성과학기술 평가위원 Pool 구축을 통한 국가과학기술관련 정책 참여 기회 확대

## 연혁
1993년 8월 : 여성과학기술인회 창립 발기인 대회
1993년 9월 : 대한여성과학기술인회 창립, 오세화 초대회장 취임
1995년 9월 : 공익사단법인 설립인가 (과학기술처)
1997년 6월 : 한국과학기술단체총연합회 가입
1998년 1월 : 오세화 제 2대 회장 취임
2000년 1월 : 정광화 제 3대 회장 취임
2002년 1월 : 정광화 제 4대 회장 취임
2002년 7월 : 세계여성과학기술인네트워크(INWES) 창립 발기인 대회
2002년 12월 : 대한민국 국회과학기술대상 단체상 수상
2003년 2월 : 부산경남지부 결성
2003년 5월 : 광주전남지부 결성
2003년 7월 : 제 8회 여성주간 유공자 장관표창
2004년 1월 : 정명희 제 5대 회장 취임
2004년 7월 : 대구경북지부 결성
2005년 8월 : 세계여성과학기술인대회 (ICWES13) 개최
2006년 1월 : 이공주 제 6대 회장 취임
2008년 1월 : 원미숙 제 7대 회장 취임
2010년 1월 : 민병주 제 8대 회장 취임
2010년 4월 : '여성과학기술인단체 지원사업' 사업수행 우수기관 선정, NIS-WIST
2011년 7월 : 제 16회 여성주간 유공자 국무총리표창 수상
2012년 1월 : 신용현 제 9대 회장 취임
2013년 11월 : 대덕연구개발특구 40주년 기념 유공자 대통령표창 수상
2014년 1월 : 한성옥 제 10대 회장 취임
2016년 1월 : 부하령 제 11대 회장 취임
2017년 12월 : 대전광역시교육청 교육감표창 수상
2018년 1월 : 윤혜온 제 12대 회장 취임